# Qin occidental

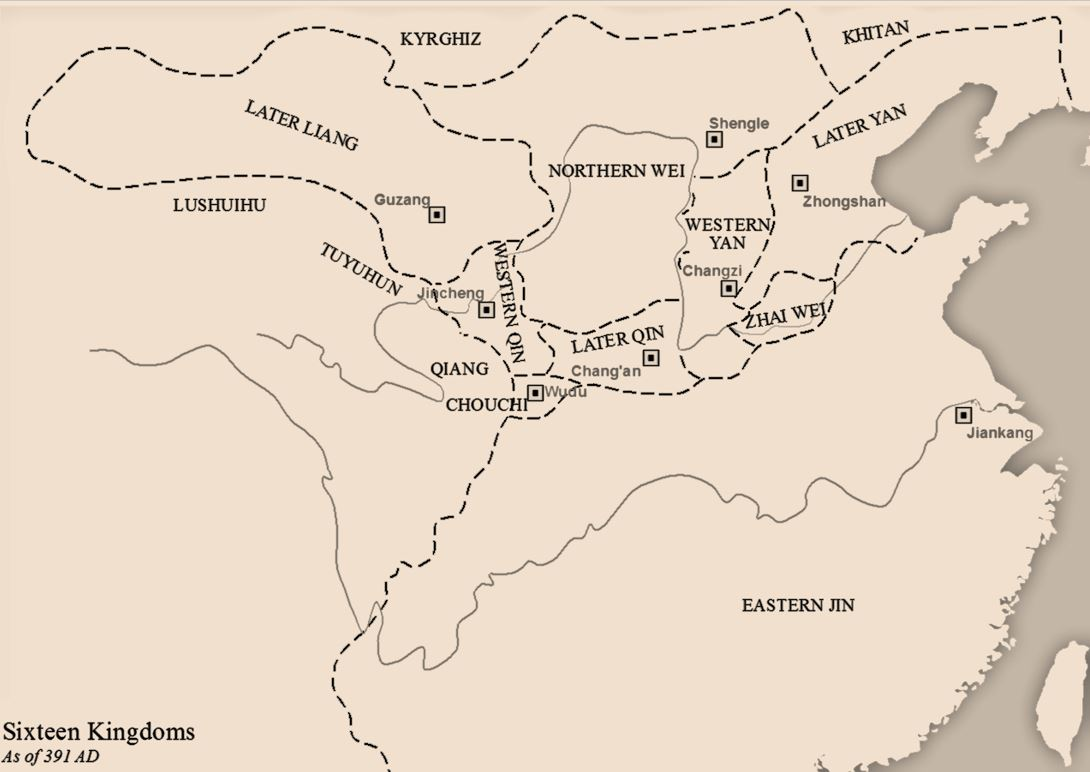
Carte de la Chine à l'époque des Seize Royaumes. Le Qin occidental figure sous le nom de "Western Qin"

Le Qin occidental (chinois : 西秦 ; pinyin : Xīqín; 385-400, 409-431) était un état xianbei de la période des Seize Royaumes en Chine. Le Qin occidental est entièrement distinct de l'ancienne Dynastie des Qin, de l'état du Qin antérieur et de l'état du Qin postérieur.
Tous les dirigeants du Qin occidental se sont auto-déclarés "wang", traduisible en français par "roi" ou "prince". Ils ont gouverné la région du sud-ouest de la province actuelle de Gansu, dans le nord-ouest de la Chine.

## Dirigeants du Qin occidental
| Nom de temple                                    | Posthume noms          | Nom de famille et prénom  | Durées de règne  | Ères et durées respectives                                        |
| ------------------------------------------------ | ---------------------- | ------------------------- | ---------------- | ----------------------------------------------------------------- |
| Convention chinoise : nom de famille puis prénom |                        |                           |                  |                                                                   |
| Liezu (烈祖 Lièzǔ)                               | Xuanlie (宣烈 Xuānliè) | 乞伏國仁 Qifu Guoren (en) | 385-388          | Jianyi (建義 Jiànyì) 385-388                                      |
| Gaozu (高祖 Gāozǔ)                               | Wuyuan (武元 Wǔyuán)   | 乞伏乾歸 Qifu Gangui (en) | 388-400, 409-412 | Taichu (太初 Taìchū) 388-400 Gengshi (更始 Gèngshǐ) 409-412       |
| Taizu (太祖 Taìzǔ)                               | Wenzhao (文昭 Wénzhāo) | 乞伏熾磐 Qifu Chipan (en) | 412-428          | Yongkang (永康 Yǒngkāng) 412-419 Jianhong (建弘 Jiànhóng) 420-428 |
| Inexistant                                       | Houzhu (後主 Hoùzhǔ)   | 乞伏暮末 Qifu Mumo (en)   | 428-431          | Yonghong (永弘 Yǒnghóng) 428-431                                  |